# Anneliese Rothenberger
Anneliese Rothenberger, née le 19 juin 1924 à Mannheim (république de Weimar) et morte à Münsterlingen (Suisse) le 24 mai 2010, est une soprano allemande. Elle obtient une grande popularité en Allemagne et en Autriche, autant dans l'opéra que l'opérette.

## Biographie
Née à Mannheim, elle étudia le chant à la Musikhochschule de sa ville natale avec Erika Müller. Elle débute au Théâtre municipal de Coblence en 1943, comme actrice d'abord, puis comme chanteuse.
Sa carrière démarre vraiment après la guerre 1939-45, notamment à Hambourg (1946-56), période durant laquelle elle chante aussi beaucoup à la radio. Elle se joint à l'Opéra de Düsseldorf en 1956. Elle commence une longue association avec l'Opéra d'État de Vienne en 1953, et le Festival de Salzbourg en 1954.
En 1960, elle fait ses débuts à La Scala de Milan, au Metropolitan Opera de New York et au Festival de Glyndebourne. Dès lors, elle est invitée sur toutes les grandes scènes lyriques d'Europe et d'Amérique.
Elle crée Madame Bovary de Heinrich Sutermeister à l'Opéra de Zurich en 1968, et entreprend une tournée triomphale en Russie en 1970.
Grande interprète de Mozart (Konstanze, Susanna, Ilia, Pamina, etc) et de Richard Strauss (Sophie, Zdenka, etc), son répertoire inclut aussi Undine, Der Wildschütz, Martha, Die Fledermaus, Rigoletto, La Traviata, etc.
Ses films musicaux et ses fréquentes apparitions à la télévision, ainsi que ses nombreux disques la rendent très populaire en Allemagne et en Autriche.
Anneliese Rothenberger fut l'une des plus ravissantes sopranos de son époque, admirée autant pour son aisance dans la colorature que son charme dans les rôles lyriques.
Elle a publié son autobiographie Melodie meines Lebens en 1972. Elle meurt à Münsterlingen âgée de 85 ans.
Elle est inhumée au Minau Schlosskirche à Constance.

## Sources
- Alain Pâris, Le dictionnaire des interprètes, Robert Laffont, 1989.  (ISBN 2-221-06660-X)